# 주비 (삼국지)
주비(周毖, ? ~ 190년) 혹은 주필(周珌)은 후한 말기의 관료로, 자는 중원(仲遠)이며 무위군 또는 한양군(漢陽郡) 사람이다. 동탁 정권의 내부에서 반동탁 연합군을 준비한 까닭에 처형되었다.

## 생애
189년(중평 6년) 동탁이 정권을 잡았다. 폐립에 반발한 원소가 기주로 도망쳤다. 시중(侍中) 주비, 성문교위(城門校尉) 오경(伍瓊), 의랑(議郞) 하옹은 동탁의 신임을 받고 있었는데 ‘원소를 사면하고 태수직을 주면 그가 따를 것’이라고 속여 말했다. 동탁은 원소를 잡아들이려던 것을 철회하고 발해태수와 강향후(邟鄕侯)를 주었다. 또한 환관들이 충성스럽고 어진 이들을 주살했던 것(당고의 화)을 천하가 미워했으므로  이부상서에 주비, 시중에 오경을 임명하여 상서랑(尙書郞) 허정과 함께 뭇 선비들을 발탁하게 하였다. 한복이 기주목으로, 유대가 연주, 공주가 예주자사로, 장자(張咨)가 남양태수, 장막이 진류태수로 파견되었다. 사실 이들은 모두 내외부에서 동탁에 대항할 계획을 세우고 있었다.
190년(초평 원년) 계획대로 반동탁 연합군이 궐기하였다. 이에 동탁은 군대를 소집하고 홍농왕의 독살과 장안 천도로 대응하였다. 태위 황완, 사도 양표와 아울러 오경, 독군교위(督軍校尉) 주비가 천도를 반대하였다. 동탁은 주비와 오경에게 “두 분이 훌륭한 선비를 발탁해야 한다고 하여 그 건의에 따라 천하의 인심을 거스르려 하지 않았습니다. 그러나 그들은 부임하자마자 동탁을 몰아내려는 군사를 일으켜 쳐들어왔습니다. 이렇게 두 분께서 속이셨는데 어떻게 의지하겠습니까!”라고 하고 화를 내며 참수하였다.(2월 1일) 얼마 가지 않아 동탁은 이들을 죽인 것을 후회하여 이전에 면직했던 황완과 양표를 광록대부로 삼았다.

## 삼국지연의
사서가 아닌 소설 《삼국지연의》에서는 반동탁 연합군의 일원들을 각지에 꽂아주는 모습만이 빠졌을 뿐 대략 비슷한 행적으로 묘사된다.

## 가계
- 아버지 : 주신(周愼)[7]

## 참고 문헌
- 《삼국지》38권 촉서 제8 허정
- 《후한서》72권 열전 제62 동탁